# Bukovinka
Bukovinka je obec v okrese Blansko (jihovýchodní okraj na rozhraní okresů Brno-venkov a Vyškov) a v kraji Jihomoravském. Žije zde 651 obyvatel.
Bukovinka leží šestnáct kilometrů západně od Vyškova, dvacet kilometrů jihovýchodně od Blanska a 25 kilometrů severovýchodně od Brna.

## Název
Jméno obce se odvozuje od „Bukovany“, což označovalo lidi bydlící v blízkosti buků. Protože se v 17. století vystavěla sousední stejnojmenná obec, ve které záhy žilo více obyvatel než v původních Bukovanech, začaly se nazývat Velká Bukovina (dnešní Bukovina) a Malá Bukovina (dnešní Bukovinka).

## Historie

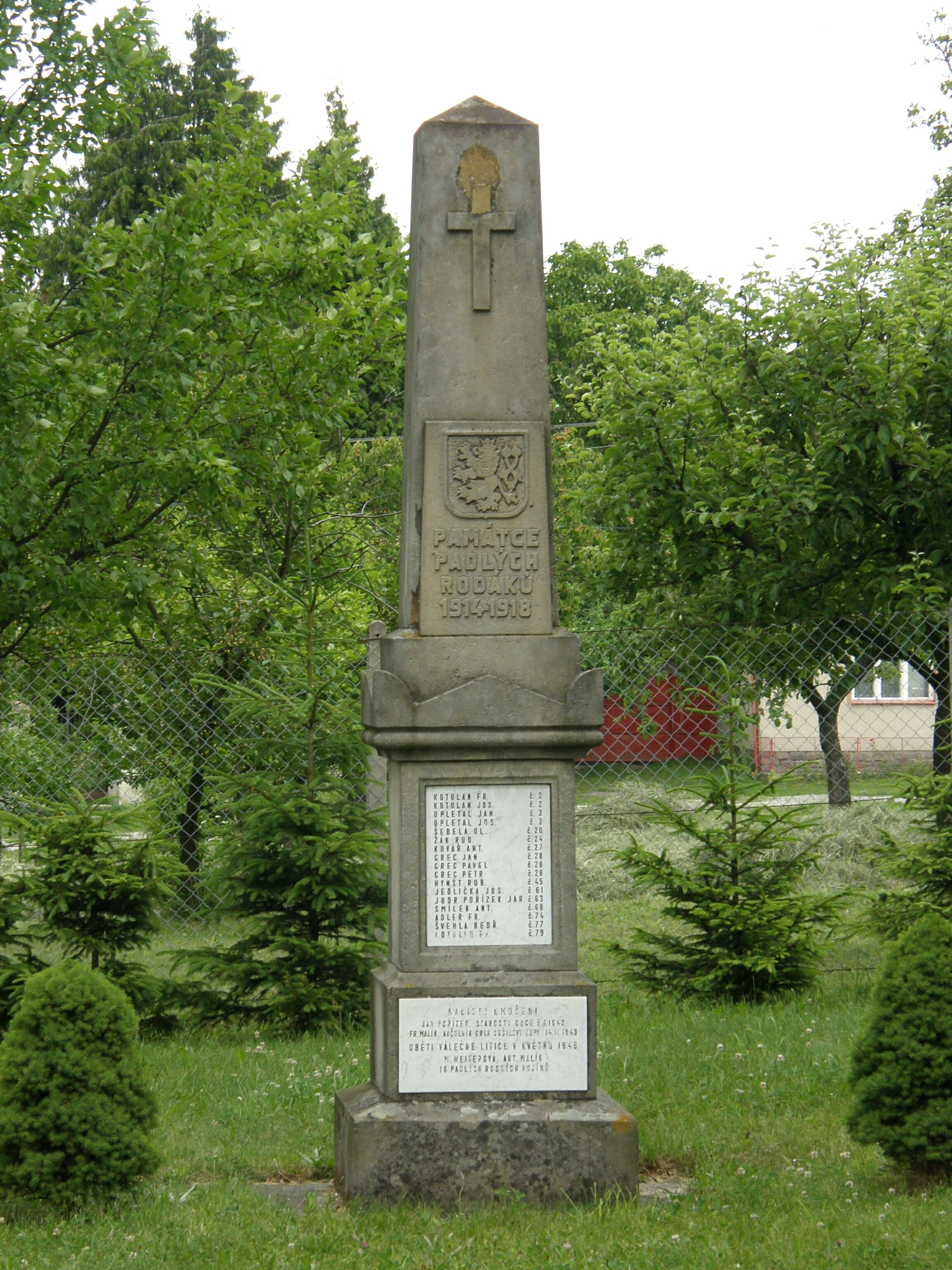
Památník obětem světových válek

### Nejstarší dějiny
První písemná zmínka pochází z roku 1268, druhá písemná zmínka je z roku 1283. Obě zmínky jsou spojeny s rodem pánů z Ceblovic. V první zmínce Hartman z Holštejna (z rodu pánů z Ceblovic) daroval zábrdovickému klášteru (dnes součástí Brna) ves Bukovinku. V druhé zmínce daroval ves Bukovinku i s lesy a kostelem. Z toho lze usoudit, že původní románský kostel, ze kterého se dodnes zachovalo jen polorozbořené kněžiště, byl postaven mezi roky 1268 a 1283.

### 20. století
Muži z obce se zúčastnili první světové války. V obci se však smrt objevila i během druhé světové války. Všechny oběti připomíná památník obětem světových válek, který se nalézá vedle současného kostela.
Obec byla elektrifikována v roce 1929. První pevná telefonní linka se v obci objevila v roce 1947. V druhé polovině 20. století byla vybudována kanalizace a zatrubněny potoky tekoucí přes obec. V 80. letech byl vybudován Společenský dům. V současné době v obci nejvíce vyvíjí činnost spolek dobrovolných hasičů, ostatní spolky v průběhu 20. století vznikaly a zanikaly.
V obci fungovala už od 19. století obecní škola (obec byla po Křtinách druhá s vlastní školou). V roce 1901 byla postavena nová budova školy. Pro neustále se snižující počet dětí byla budova školy v 80. letech uzavřena a přebudována na současnou mateřskou školu. Do školy dnes děti dojíždějí nejčastěji do Bukoviny či do Křtin.

## Přírodní poměry
Nejvyšší bod na katastru obce je kopec Proklest (574 metrů), nejnižší místo se nachází v Rakoveckém údolí (okolo 450 metrů).
Bukovinka leží v Drahanské vrchovině, v jihovýchodní části podcelku Konická vrchovina. Konická vrchovina se ještě dále člení na několik podcelků, na katastr Bukovinky zasahuje Jedovnicko-račický prolom (jeho součástí je Rakovecké údolí) a Hornoříčská vrchovina (zasahuje samotnou obec). Konická vrchovina má vyklenutý zarovnaný povrch s relativním převýšením 75–150 metrů. Hornoříčská vrchovina vznikla vyklenutím povrchu, Jedovnicko-račický prolom je zlomového původu, jde o pokleslou oblast mezi dvěma zlomy, takže dnes tvoří hluboké údolí.
Pro Konickou vrchovinu (a tudíž i katastr Bukovinky) je charakteristický výskyt kambizemí (dříve nazývaných hnědé lesní půdy nebo hnědé půdy). Kambizemě jsou nejrozšířenější půdní typ České republiky. Tvoří se v mírně teplém a mírně vlhkém podnebí oceánského nebo oceánsko-kontinentálního klimatu, převážně pod listnatými lesy (doubravy, bučiny). Mateční horniny (tedy ty, na nichž se nová půda tvoří) mohou být velmi různé, v našem případě se mateční horninou stal slepenec.
Katastr obce je geologicky jednotný, tvoří ho souvrství mořského prvohorního spodního karbonu(kulmu) – slepence, na povrchu mohou být překryty sedimenty. Slepence jsou horniny usazené, zformovaly se při velkých tlacích v mladších prvohorách (před 355–290 miliony let). Ovšem horniny, které jsou součástí slepenců, mohou být ještě staršího data (konkrétně starohorního stáří: 2500 až 545 milionů let). Místem původu může v našem případě být Českomoravská vrchovina, odkud před hercynským vrásněním tekly řeky směrem do naší oblasti a unášely s sebou naplavený materiál. Oblast vápencového Moravského krasu do katastru obce nezasahuje. Na katastru obce se nenachází žádný významný zdroj nerostných surovin.
Bukovinka patří do mírného klimatu, které je na přechodu mezi oceánským a kontinentálním. Měření teplot v obci není, ale nachází se zde srážkoměrná stanice, kde probíhá měření už desítky let. Podle klimatických map Bukovinka patří do mírně teplé oblasti MT 9. Obec zasáhly povodně v letech 1977 (protržení hráze nedalekého rybníka Strhovec) a 1995 (lokální zatopení několika domů).
Z tekoucích vod se na katastru obce vyskytují čtyři pojmenované místní potoky (Malý Rakovec jako přítok Rakovce; Křtinský potok s přítokem Strhovec) a několik jejich bezejmenných přítoků. Ze stojatých vod se v centru Bukovinky nachází malá hasičská nádrž (dnes již díky obecnímu vodovodu nepoužívaná). V obci se nachází jeden malý soukromý rybník. Na jihozápadní hranici katastru se nachází další rybník – Strhovec. Katastr Bukovinky leží na rozvodí tří potoků: Křtinského, potoka Rakovce a potoka Říčky. Křtinský potok (s přítokem Strhovec) patří do povodí Svitavy. Rakovec (s přítokem Malý Rakovec) a potok Říčka (na katastru Bukovinky s bezejmennými přítoky) patří do povodí Litavy, která se vlévá do Svratky. Všechny potoky nakonec patří do úmoří Černého moře.
Bukovinka patří do Drahanského bioregionu. Druhová rozmanitost flory i fauny je v okolí Bukovinky zvýšena relativní blízkostí karpatské a severopanonské podprovincie. Biota náleží do bukového stupně. Výšková stupňovitost vegetace se v Bukovince kvůli její poměrně malé výškové členitosti neuplatňuje. Zastoupeny jsou v současnosti ovšem smíšené lesy. Na hranici katastru se vyskytuje Rakovecké údolí, které je od roku 1973 chráněno, v současnosti má status přírodního parku. Na podmáčených loukách (a nejen na nich) se vyskytují chráněné druhy rostlin. Již za hranicí katastru (v těsném sousedství) se vyskytuje Přírodní park Říčky (zřízen 1984), který se táhne až k Brnu. I zde se vyskytují chráněné druhy rostlin. Do správního území obce zasahuje část přírodní památky Rakovecké stráně a údolí bledulí.

## Obyvatelstvo

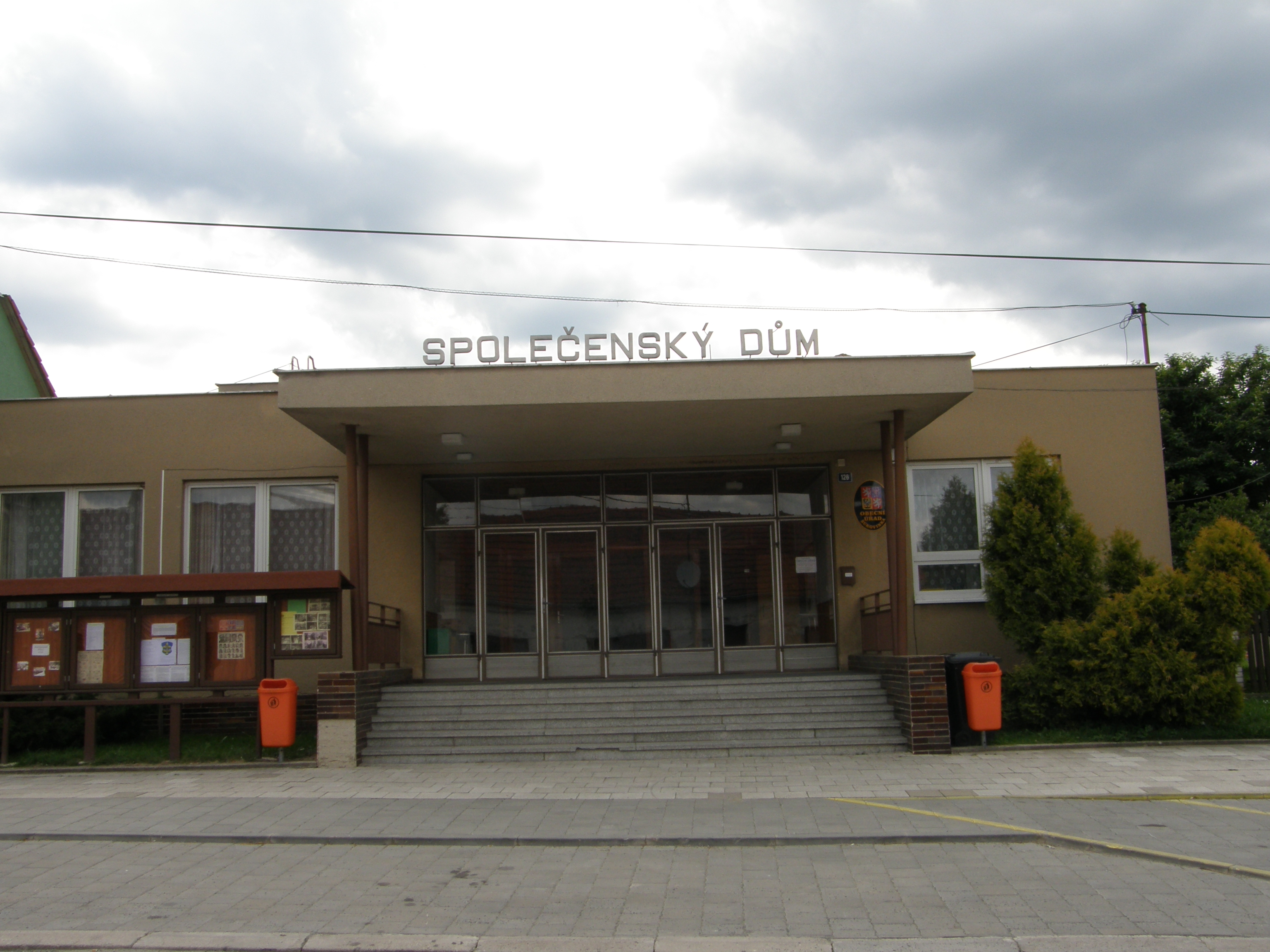
Společenský dům

V roce 1869 žilo v Bukovince 373 obyvatel a obec čítala 50 domů. Od té doby počet obyvatel kolísal až do roku 1980 zhruba mezi 400 až 450 obyvateli, nejvíce obyvatel obec hlásila při sčítání v roce 1961 – celkem 446 občanů. Největší propad nastal po sametové revoluci – v roce 2001 obec zaznamenala nejnižší počet svých obyvatel v historii sčítání lidí – pouze 306 občanů. Při sčítání lidu v roce 2011 bylo v Bukovince zjištěno 476 obyvatel. Z toho 220 lidí mělo národnost českou, 148 národnost moravskou a byli zde 3 Slováci. Zbytek národnost neuvedl.
V současné době díky přílivu nových obyvatel do novostaveb a díky rození dětí populačně silných ročníků z přelomu let 70. a 80. počet obyvatel roste, k roku 2016 se pohybuje okolo 560 obyvatel. Průměrný věk je 41 let (2008). Dle sčítání lidí, domů a bytů v roce 2001 mírně převažují muži nad ženami. Mírně převazuje i věk postproduktivní nad předproduktivním, nejčastěji je zastoupen věk produktivní. Většina obyvatel se hlásí k české národnosti. V obci převládají věřící, zejména přívrženci římskokatolické církve. Nezaměstnanost činí 7–10 % (dle období).
| Rok            | 1869 | 1880 | 1890 | 1900 | 1910 | 1921 | 1930 | 1950 | 1961 | 1970 | 1980 | 1991 | 2001 | 2011 | 2021 |
| -------------- | ---- | ---- | ---- | ---- | ---- | ---- | ---- | ---- | ---- | ---- | ---- | ---- | ---- | ---- | ---- |
| Počet obyvatel | 373  | 405  | 449  | 407  | 422  | 430  | 387  | 423  | 446  | 442  | 391  | 355  | 304  | 476  | 614  |
| Počet domů     | 50   | 60   | 66   | 66   | 78   | 80   | 89   | 111  | 112  | 116  | 113  | 127  | 134  | 192  | 233  |

## Obecní správa

### Obecní symboly
Znak a vlajka byly obci uděleny rozhodnutím předsedy Poslanecké sněmovny Parlamentu České republiky dne 17. dubna 2009.
Znakem obce je větvička se třemi žaludy (dodnes se neví, proč zrovna žaludy, proč ne bukvice). 

## Hospodářství a vybavenost obce
Na orné půdě (20 % z celkové rozlohy katastru) se pěstují plodiny nenáročné na teploty – obiloviny (pšenice, ječmen), kukuřice na siláž, řepka olejka, brambory. Některé plochy jsou zatravněny pícninami pro dobytek. Část orné půdy se v současnosti zastavuje obytnými domy. Průmysl se v obci se nenachází, pouze drobní živnostníci.
V obci se nachází mateřská škola, Společenský dům (s tělocvičnou, obecním úřadem a knihovnou, možnost pořádání kulturních akcí). Dále se zde nachází restaurace, hospoda, dva obchody, cyklopenzion. Na katastru obce nachází vysílač společnosti T-Mobile Czech Republic. V obci funguje veřejný vodovod, obec je plynofikována. V obci se nachází travnaté hřiště, u budovy MŠ hřiště se zpevněným povrchem. V těsném sousedství katastru je rybník Strhovec.
Bukovinka může být výchozím bodem pro návštěvy Moravského krasu, křtinského chrámu, jedovnického Olšovce apod. Obcí prochází cyklotrasa č. 507 (je součástí dálkové trasy cyklostezky Hradec Králové – Břeclav). Obcí prochází pouze silnice III. třídy. Obec patří do IDS JMK.

## Pamětihodnosti

### Kostel Nanebevzetí Panny Marie
Románský kostel Panny Marie z 13. století (u něhož snad měla být i fara) byl během husitských válek poškozen, obnovil ho mnich Pavel (roku 1475 zde měl být i pochován). Roku 1772 kostel vyhořel, proto již roku 1773 jižně od něj postavili nový barokní kostel Nanebevzetí Panny Marie, stojící dodnes. Požár starého kostela do dnešních časů přečkal pouze jeho presbytář. V okolí zříceniny se nachází dnes již zrušený hřbitov (nový hřbitov se rozprostírá na okraji obce).

### Další památky
- Hřbitovní kaple, nyní zřícenina, původně presbytář v roce 1772 vyhořelého pozdně románského kostela Panny Marie postaveného pravděpodobně mezi roky 1268 a 1283.
- Mariánská kaple Nalezení Madony Křtinské z roku 1875. K Panně Marii se váže několik místních pověstí, zejména o jejím zjevení v roce 1210: právě zde měla být tohoto roku nalezena v rozkvetlém kaštanovém stromě. Od těchto pověstí odvozuje svůj vznik i nedaleký křtinský barokní chrám. U kaple dříve zastavovala procesí poutníků mířících do Křtin.

## Turistické cíle
- Rakovecké údolí (naučná stezka)
- Údolí Říčky
- cyklostezky

## Galerie

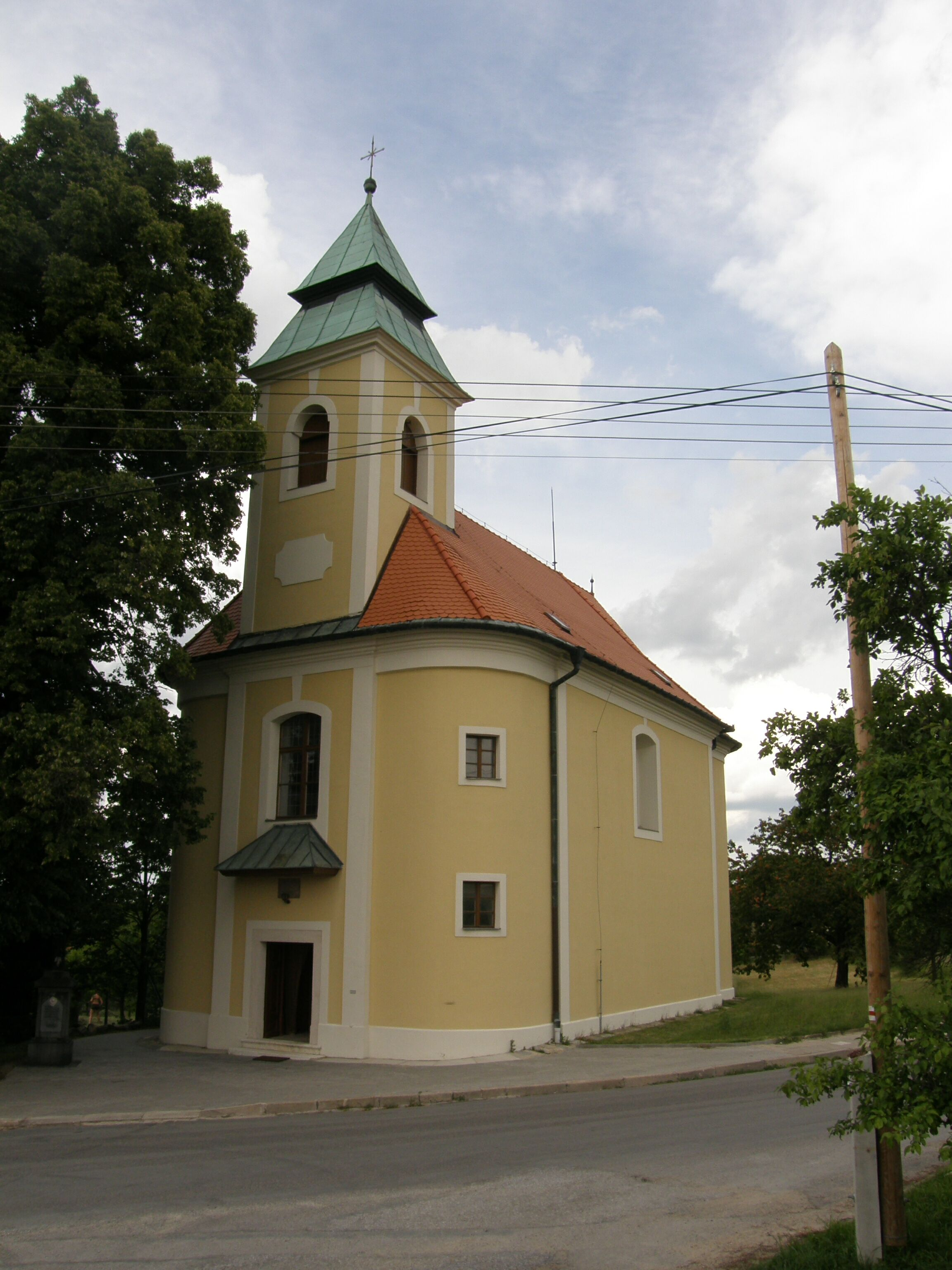
Kostel Nanebevzetí Panny Marie z roku 1773
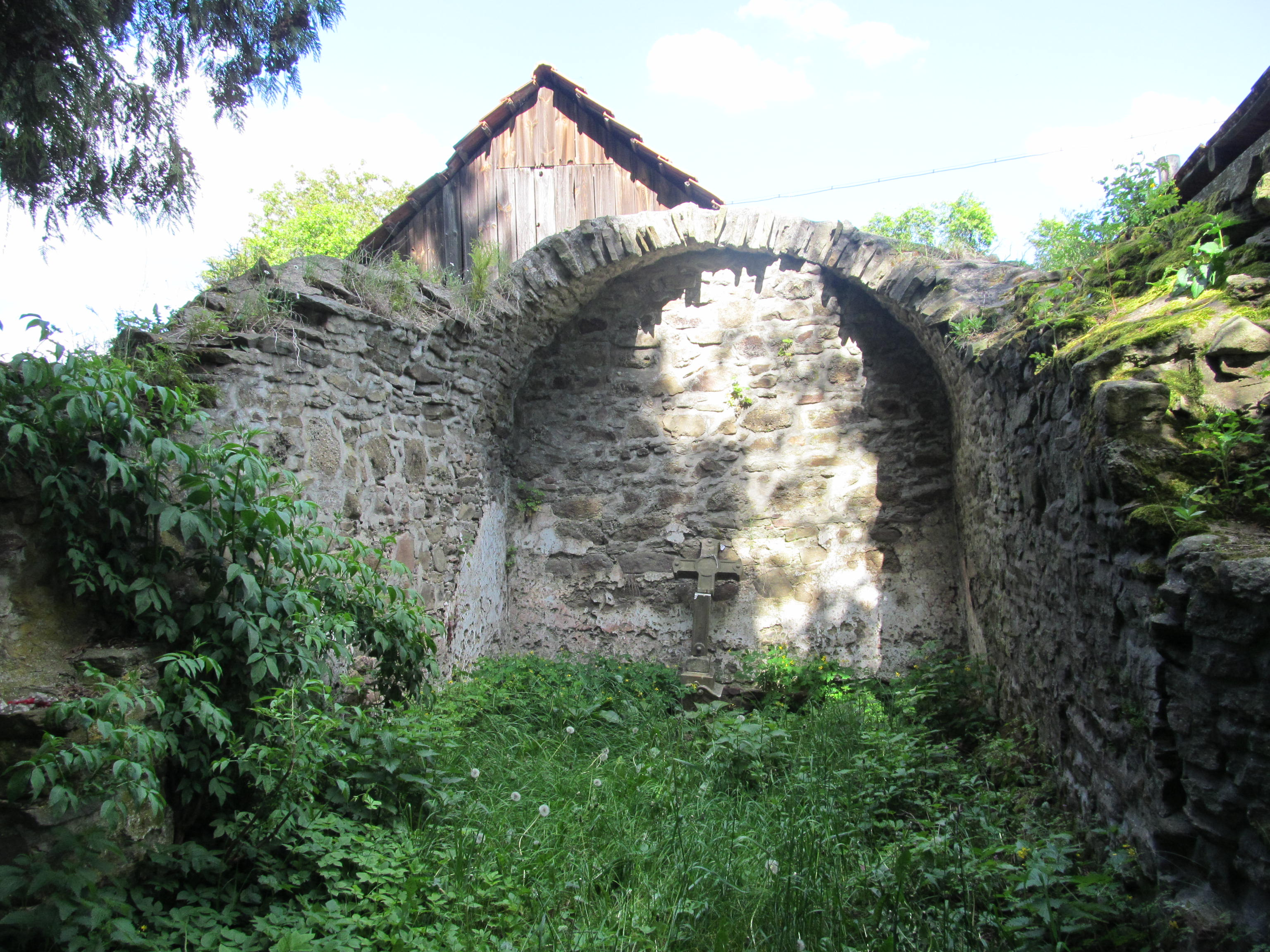
Zbytek středověkého kostela Panny Marie
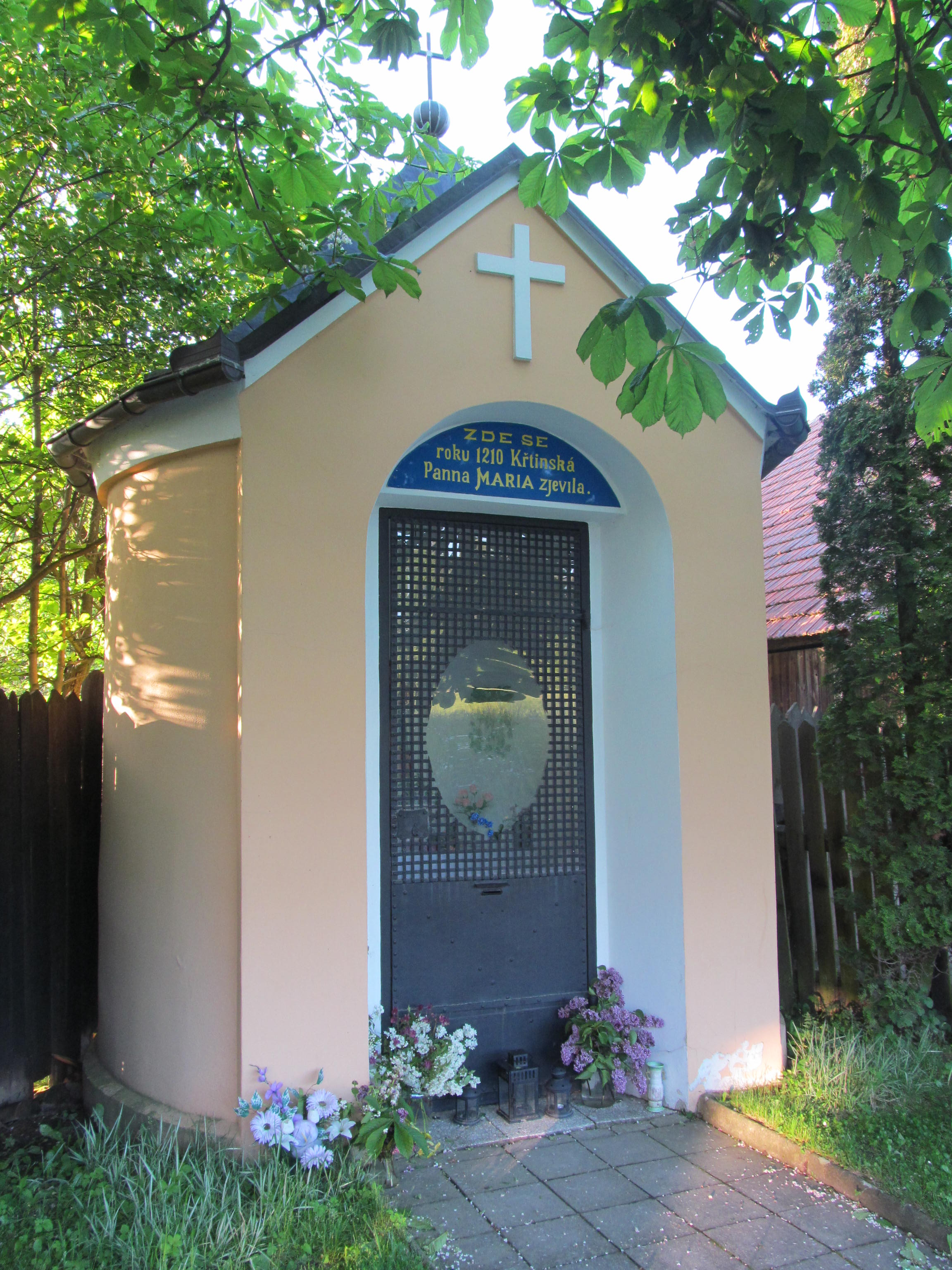
Kaple Nalezení Madony Křtinské z roku 1875